# Chmielewka (rejon bazarno-karabułacki)
Chmielewka (ros. Хмелевка) – wieś (dieriewnia) w Rosji, w obwodzie saratowskim, w rejonie bazarno-karabułackim. W 2021 liczyła 29 mieszkańców.